# إسلام مجدي
إسلام مجدي (1 يناير 1990 الزقازيق مصر - ) هو لاعب كرة قدم مصري يلعب كلاعب وسط.

## روابط خارجية
- إسلام مجدي على موقع قاعدة بيانات كرة القدم.إي يو (الإنجليزية)
- إسلام مجدي على موقع Soccerway.com (الإنجليزية)